# Nilmar
Nilmar Honorato da Silva (* 14. července 1984, Bandeirantes, stát Paraná, Brazílie), známý jako Nilmar, je brazilský fotbalový útočník a bývalý reprezentant, který v současnosti hraje v katarském klubu El Jaish SC.

## Klubová kariéra

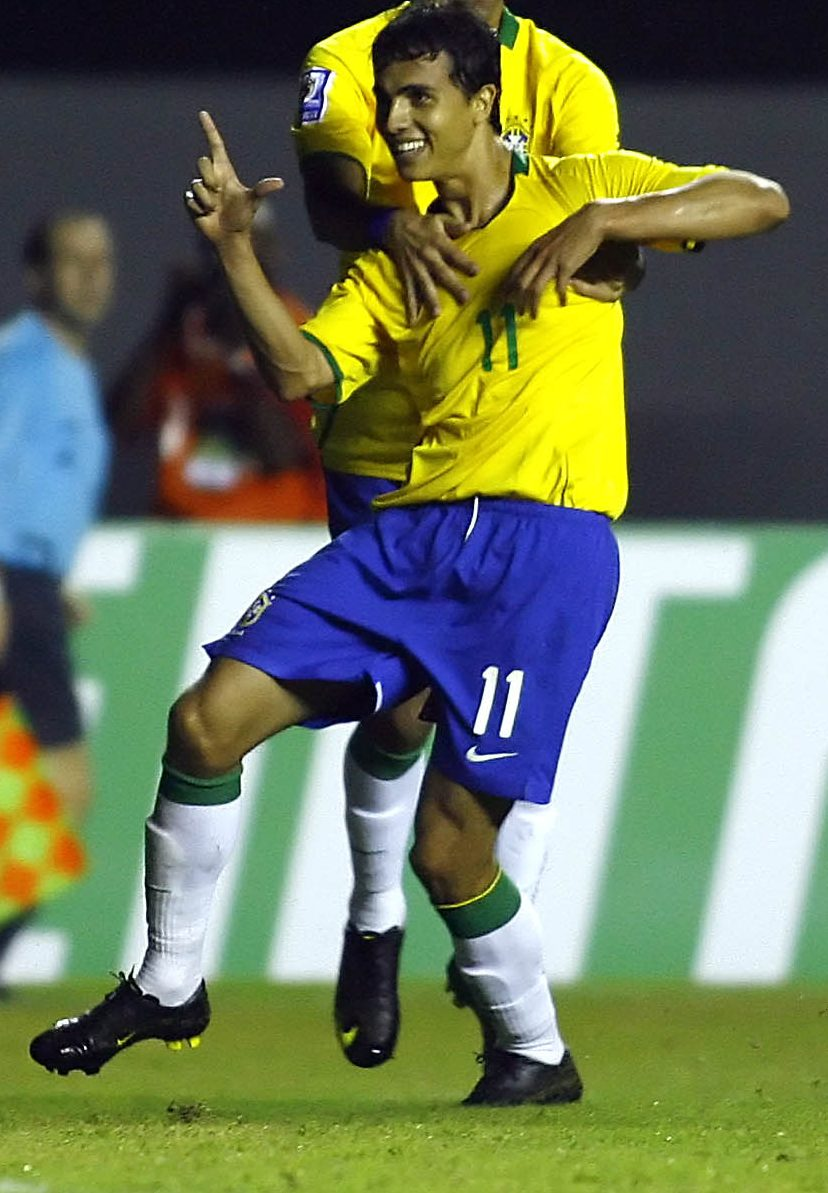
Nilmar v národním dresu.

V Brazílii hrál za SC Internacional a SC Corinthians Paulista. Ve Francii vyhrál s Lyonem v sezóně 2004/05 Ligue 1. Hrál i ve španělském klubu Villarreal CF a v katarských Al-Rayyan SC a El Jaish SC.

## Reprezentační kariéra
Nilmar nastupoval za brazilskou reprezentaci do 20 let, s níž v roce 2003 vyhrál Mistrovství světa hráčů do 20 let ve Spojených arabských emirátech. Ve finále Brazílie porazila Španělsko 1:0. Nilmar na turnaji vstřelil 3 góly, jeden proti Kanadě (výhra 2:0) a dva proti Japonsku (výhra 5:1).
V A-týmu Brazílie debutoval 13. července 2003 na Zlatém poháru CONCACAF 2003 proti reprezentaci Mexika (prohra 0:1). Dostal se na hrací plochu v 73. minutě. S Mexikem se Brazílie střetla na turnaji ještě jednou - ve finále, které opět prohrála 0:1, tentokrát po prodloužení.
Zúčastnil se Konfederačního poháru FIFA 2009 v Jihoafrické republice, který Brazílie ovládla po výhře 3:2 nad USA ve finále. Nilmar byl také členem brazilské reprezentace na Mistrovství světa 2010 v Jihoafrické republice, kde Brazílie vypadla ve čtvrtfinále po prohře 1:2 s Nizozemskem.